# Корејски рат
Корејски рат, који је започео као грађански рат, водио се од 1950. до 1953. на полуострву Кореја, која је након Другог светског рата подељена на совјетску и америчку окупациону зону. Грађански рат је избио 25. јуна 1950. када је комунистичка Демократска Народна Република Кореја напала капиталистичку Републику Кореју. Грађански рат је проширен када су Сједињене Државе, а касније и Народна Република Кина ушле у рат због хладноратовских тензија. Рат се окончао примирјем које је постигнуто 27. јула 1953. године.
Главна подршка Северној Кореји је била Кина, уз ограничену помоћ совјетских борбених саветника, војних пилота и оружја. Јужну Кореју су подржавале снаге Уједињених нација, углавном америчке, иако су многе друге државе такође допринеле у погледу броја војника. Када је рат избио, Северна и Јужна Кореја су постојале као привремене владе које се боре за контролу над целим полуострвом, након поделе Кореје од стране САД и Совјетског Савеза.

## Почетак рата
Узрок сукоба је подела Кореје која је од 1910. до 1945. године била под јапанском влашћу - на совјетску и америчку окупациону зону након предаје Јапана у Другом светском рату. Демаркациона линија, установљена претходним договором из 1945. године, ишла је 38. паралелом. Било је планирано да се по завршетку окупације одрже избори и Кореја уједини као држава са јединственом владом. Те планове је пореметило избијање Хладног рата па су, слично као и у Немачкој, преговори о уједињењу пропали. Уместо тога су СССР и САД установиле супарничке и идеолошки супротстављене владе, односно државе које су се називале Северна и Јужна Кореја. Оба режима су настојала да уједине Кореју оружаном силом, али је Север, који је примао издашну совјетску војну помоћ, једини био у стању да то учини.
Сукоб интереса бившег Совјетског Савеза и САД на Далеком истоку доводе до Корејског рата (1950—1953). Пре почетка рата севернокорејци су започели са нагомилавањем трупа дуж 38. паралеле. Самоуверени севернокорејски вођа Ким Ил Сунг је у почетку одбио помоћ кинеског председника Мао Цедунгa. Рат је почео нападом севернокорејских комунистичких снага на Јужну Кореју 25. јуна 1950. дуж 38. паралеле.

## Ток рата
На самом почетку рата више војних успеха је имала боље опремљена и снабдевена севернокорејска војска. Малобројна, слабије опремљена и деморализована јужнокорејска војска је брзо поражена и присиљена на повлачење. САД нису желеле отворено да уђу у рат, нити превише да снабдевају јужнокорејску армију, док Совјети и Кинези нису крили своју подршку. Севернокорејци нису крили совјетске тешке тенкове и авионе, па су САД на то реаговале користећи совјетски бојкот УН изгласавши резолуцију којом се у циљу супротстављања севернокорејској агресији може користити војна сила. У Јужну Кореју су из Јапана почеле пристизати америчке снаге које су колико-толико стабилизовале ситуацију, али су до септембра претрпеле велике губитке и под контролом Југа једва задржале мостобран код Пусана. Савет безбедности Уједињених нација одлучује да пошаље међународне снаге под ознаком УН-а да смири ситуацију мислећи да ће се стање брзо средити и да неће бити потребно много војске нити механизације. Савет безбедности Уједињених нација (на чијем заседању није учествовао СССР) поставља америчког генерала Дагласа Макартура за команданта Уједињене команде интервентних снага Уједињених нација. Циљ интервенције снага ОУН-а је било сузбијање агресије комунистичке Кореје на јужну, демократску истоимену државу. Због бојкота ове седнице од стране Совјетског Савеза сама оптужба за агресију је спорна јер је јасно да би био уложен вето да је совјетски представник тада био на седници. НР Кина (која у то време није била члан УН и коју је заступала прогнана националистичка влада на Тајвану) је активно помагала комунистичке снаге. Снаге УН-а су убрзо пристигле у Јужну Кореју. Када су прво ступиле у борбу, снаге УН-а су доживљавале катастрофалне поразе, амерички лаки тенкови М24 Чефи нису били ни близу совјетским тешким тенковима. Када су јужнокорејске и снаге УН сатеране у ћошак на ивици пораза Американци одлучују да пошаљу своју војску у Јужну Кореју. Прекретницу у рату представљало је искрцавање америчких снага код Инчона, у севернокорејској позадини. Са доласком америчких трупа ствари се побољшавају у корист јужнокорејаца, који су прешли у контранапад. Севернокорејске јединице су биле присиљене на ужурбано повлачење, па су снаге УН ослободиле целу територију Јужне Кореје. Но, опијен победом, амерички командант генерал Макартур је одлучио да настави рат, пређе 38. паралелу и уједини Кореју, овај пут под америчким патронатом. Тај потез је озбиљно забринуо комунистичку власт у НР Кини, која је покушала да упозори Американце да се зауставе или ће се севернокорејским јединицама придружити кинеске снаге. Севернокорејци на ивици пораза траже помоћ од Кинеза. Како су та кинеска упозорења игнорисана, Кинези су 19. октобра послали милион добровољаца кинеске армије преко границе, а дотадашњу америчку премоћ у ваздуху су по први пут изазвали млазни кинески ловци МиГ-15. Када ни то није довело до заустављања америчког напредовања према кинеској граници, у новембру су Кинези предузели снажну офанзиву, ударили у бок изнађених америчких снага, нанели им тешке губитке и натерали их на повлачење - које многи данас држе најдужим у америчкој војној историји.
Када су Кинези и Севернокорејци поново прешли преко 38. паралеле, осрамоћени Макартур је јавно захтевао проширење рата на Кину и коришћење нуклеарног оружја. Тиме се супротставио председнику Харију Труману који је рат желео да ограничи, плашећи се да би могао прерасти у Трећи светски рат. Макартур је смењен, те је након мањих америчких противофанзива фронт постепено стабилизован. Одлучујућих победа није било ни на једној страни.
Први преговори о примирју су одржани 10. јула 1951. у Кесонгу. После су прекинути и било је одржано преко стотину састанака о прекиду ватре. Рат се наставио кроз мање, локалне акције. Преговори су 27. јула 1953. године завршени потписивањем примирја у Панмунџону. Технички гледано, рат још увек није завршен, али демаркацијска линија - Демилитаризована зона - представља de facto границу две држава.

## (Не)завршетак рата
Иако је потписано примирје 27. јула 1953. рат се правно никада није ни завршио, а потписивање "Панмунџон декларације мира, просперитета и унификације Корејског полуострва" 27. априла 2018. је први конкретан споразум којим се покрећу преговори који би водили трајном миру. По свим критеријумима, рат је завршен неодлучним резултатом. Северна, али и Јужна Кореја су доживеле неуспех у покушају уједињења, а на обе стране је погинуло 3 милиона људи уз неописива разарања. САД су успеле да спрече комунисте у даљем надирању према Азији, али је у рату скршен мит о америчкој непобедивости. Кина је ипак, успешном интервенцијом у корист свог савезника, по први пут након 19. века повратила статус велике силе. Једини истински победник рата био је Јапан, који се наметнуо као најважнији амерички савезник у Азији и чија је индустрија захваљујући америчким војним наруџбама доживела препород. Корејски рат је важан као први сукоб у коме су се сукобили млазни авиони, као и први сукоб у којем су кориштени хеликоптери, углавном за евакуацију рањеника.
"Панмунџон декларације мира, просперитета и унификације Корејског полуострва", коју су 27. априла 2018. потписали председници Ким Џонг Ун и Мун Џае Ин први је конкретан корак у последњих неколико деценија ка постизању трајног мира и почетак уједињења две Кореје. У њему, Северна Кореја се обавезала на постепену комплетну денуклеаризацију и отварање границе како би се поново спојиле породице које су претходно остале раздвојене границом. Обе стране су се обавезале да ће до краја те године бити потписан мировни споразум. Сама демилитаризована зона између две Кореје, по овом споразуму, од 1. маја 2018. постаје зона мира.